# Набатейське царство

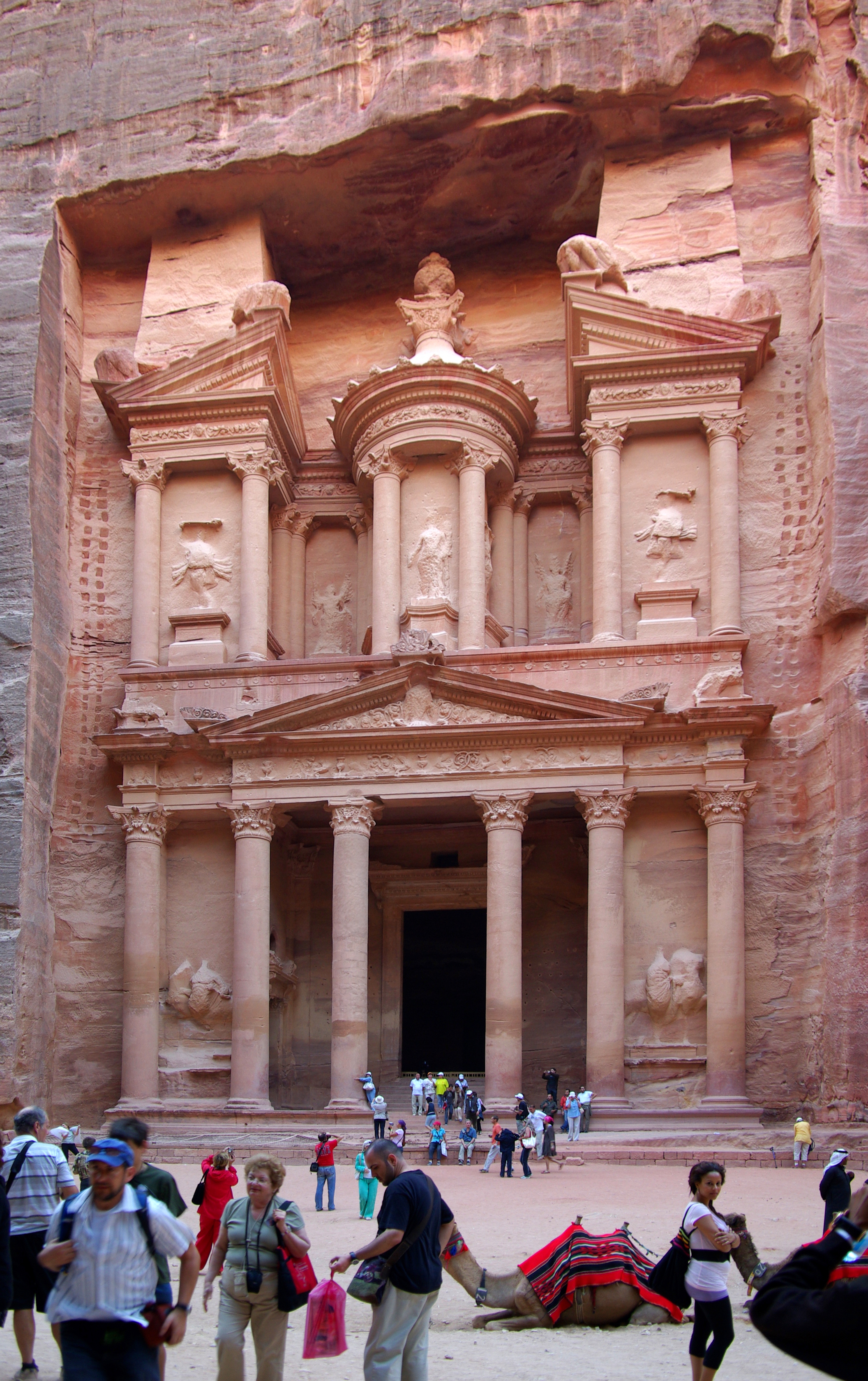
Петра (столиця набатеїв)

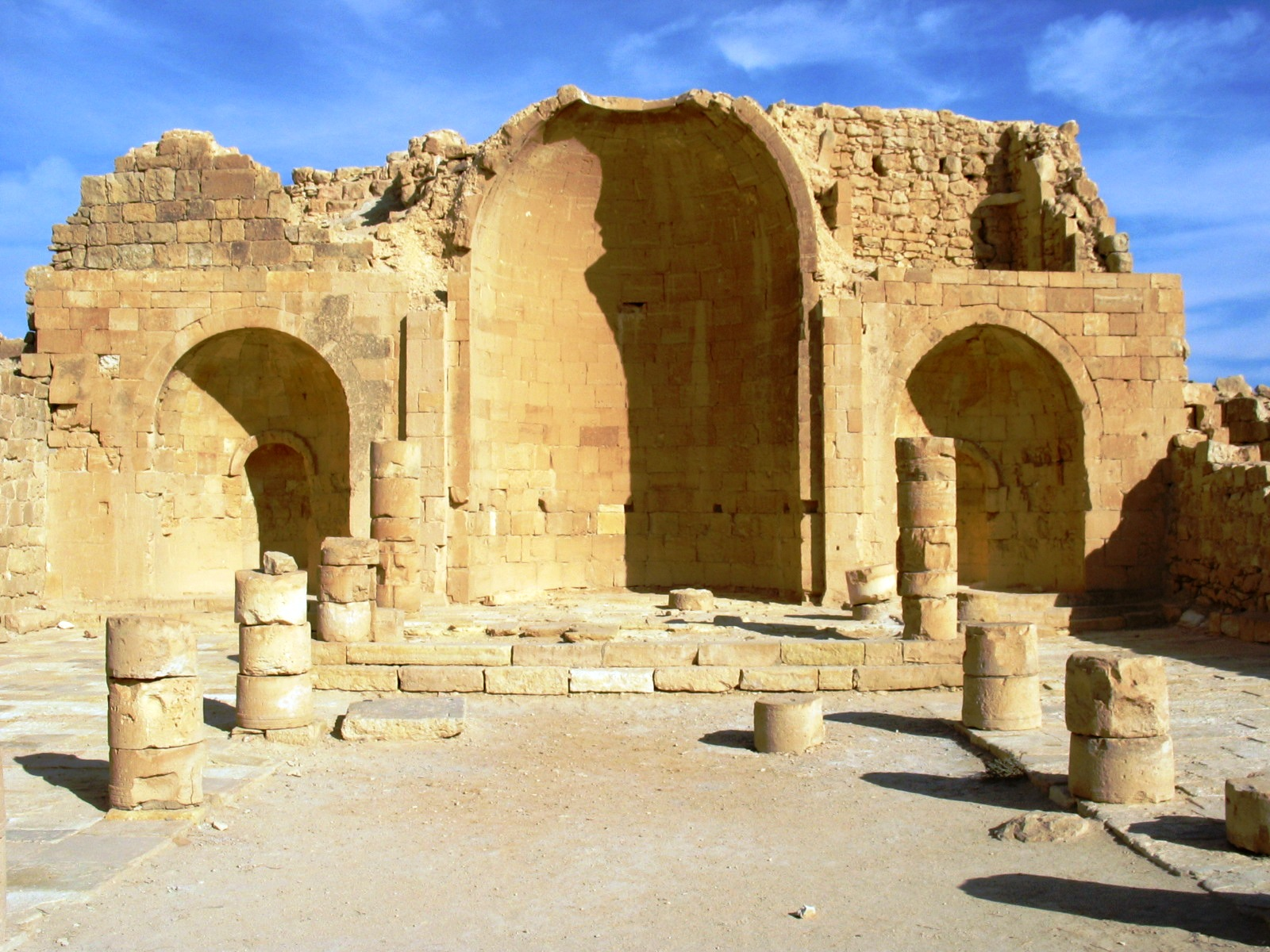
Національний парк Шивта

30°19′43″ пн. ш. 35°26′31″ сх. д. / 30.32861137° пн. ш. 35.44194412° сх. д.
Набатейське царство (араб. المملكة النبطية) — монархічна держава в ІІІ ст. до н. е. — ІІ ст. н. е. Утворена семітськими племенами набатеями. Займала території сучасних Йорданії, Ізраїлю, Сирії та Саудівської Аравії. Столиця Набатейського царства — Петра в долині Ваді Рам (Йорданія).
Набатея при своєму утворенні зайняла більшу частину території Едому (Ідумеї), і виявилася об'єктом суперництва молодих держав діадохів — птолемеївського Єгипту і держави Селевкідів, зацікавлених в торгівлі з Аравією: караванні шляхи, якими відбувалася торгівля прянощами і пахощами, проходили по набатейській території. У 312 р. до н. е. один з діадохів Антигон I Одноокий зробив спробу захопити Петру, однак зазнав невдачі. Набатея до початку II ст. до н. е. залишалася в сфері впливу птолемеївського Єгипту, і при занепаді держави Селевкідів почала територіальну експансію.
Спадкова монархія в Набатеї веде відлік з воцаріння Арети I в 169 р. до н. е. Набатейське царство змагалося з Хасмонейською Юдеєю, під час правління Арети III в 84 р. до н. е. підкорило Дамаск і частину Сирії. Протягом римської експансії в I ст. до н. е. — I ст. н. е. Набатея зуміла зберегти незалежність і союзницькі відносини з Римом — наприклад, набатейські війська виступали союзниками Риму під час облоги Титом Єрусалиму. У 105 р. Траян після смерті Раббеля II приєднав Набатею до Риму, утворивши на її території провінцію Кам'яниста Аравія (Arabia Petraea). Нову незадокументовану військову кампанію римлян, яка, швидше за все, була пов’язана з приєднанням Набатейського царства до Римської імперії, було виявлено археологами у квітні 2023 року за допомогою програми Google Earth.

## Назва
- Набатейське царство — назва в радянській історіографії.
- Набатейське королівство (англ. Nabataean Kingdom, араб. المملكة النبطية‎, al-Mamlakah an-Nabaṭiyyah)
- Набатейська держава, або Набатея (англ. Nabatea)

## Набатейська мова
Ймовірно, набатейці були арабським плем'ям, але писали вони арамейською, використовуючи при цьому своєрідний шрифт. До нас дійшла велика кількість набатейських написів.

## Царі Набатеї

### Арета (Harith) I
Правив з 169 р. до н. е.
У російськомовній літературі іноді Харітат, титулатура — тиран, далі змінюється на базилевс.
Згадується в Біблії: 2-га книга Макавеїв 5:8: Кінцем його (Ясона, первосвященика) злісного життя було те, що, звинувачений перед Арета, володарем Аравійським, він бігав з міста в місто, всіма переслідуваний

### Раббель I
Правив з 140 р. до н. е.

### Арета II
Правив з 120 (110?) до 96 р. до н. е.
Початок зіткнень з Юдеєю внаслідок експансіоністської політики Александра Янная.

### Ободас (Avdat) I
Правив з 90 р. до н. е.
Війна з Юдеєю, поразка Александра Янная біля Голанських висот. Заснування Авдата (пустеля Негев). Активно допомагав Риму в завоюванні Юдеї.

### Арета III
Правив з 87 до 62 р. до н. е.
Ворожнеча з Хасмонеями, завоювання Дамаска (84 до н. е.), Вторгнення в Юдею, смерть Александра Янная, правління його дружини Шломціон, її смерть, боротьба за Хасмонейський трон між Гірканом і Арістобулом, перемога Арістобула і втеча Гіркана в Набатею.
Облога Єрусалиму Аретою і Гірканом в 65 до н. е., поява римлян, звернення Хасмонеїв до них, посилка Помпеєм Скавра для зняття облоги Єрусалима.

### Ободас II
Коротке правління (кілька місяців), деталі невідомі

### Малих (Малх) I
Правив з 60 до 30 р. до н. е.
Ім'я арамейською — «цар».
Син Одобаса II, альянс з парфянами при захопленні останніми Сирії і Палестини в 40 до н. е., після повернення римлян в 34 до н. е. конфіскація останніми околиць Єрихону і гавані на Червоному морі. Війна з Іродом, поразка під Філадельфією (Амманом).

### Ободас III
Правив з 30 до 9 р. до н. е.
Розквіт культури, масове храмове будівництво, включаючи авдатський храм.

### Арета IV
Правив з 9 р. до н. е. по 40 р. н. е.
Коли цар Набатії Арета IV прийняв владу, минаючи Августа, останній розгнівався і навіть подумував про те, щоб відняти царство у Арети і приєднати Набатею до Юдеї. У 7 р. до н. е. Арета був затверджений царем. (І. Ш. Шифман, Цезар Август: на вершині влади).
Розквіт торгівлі, храмові комплекси виконують банківські функції, дочка Арети виходить заміж за Ірода Антипу, Одруження Ірода Антипи на Іродіяді, повернення дочки Арети в Набатею, похід Арети проти Ірода, поразка Ірода, звернення Ірода до Тиберія, наказ губернатору Сирії надати Іродові військову допомогу проти Арети.

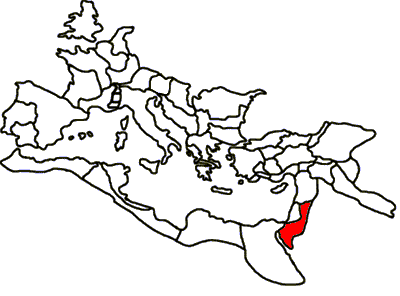
Римська провінція Кам'яниста Аравія (Arabia Petraea), утворена на території Набатейського царства

Дамаск все ще набатейський, Апостол Павло у 2 посланні до Коринтян 2 Кор. 11:32-33: «У Дамаску намісник царя Арети стеріг місто Дамаск, щоб схопити мене, і я в кошику спущений з вікна по мурі і уник його рук».

### Малих II
Правив з 40 до 70 р. н. е.
Інтенсивна торгівля через червономорські порти (Аль-Латт, нинішні Ейлат/Акаба), союзництво з Римом, посилка військ на допомогу Титу, що облягав Єрусалим (5000 кінноти і 1000 піхоти).

### Раббел II
Правив з 70 до 105 р. н. е.
Останній з царів, після його смерті Траян приєднує Набатею, 22 березня 105 р. едикт про утворення провінції Кам'яниста Аравія (Arabia Petraea).

## Цікаві факти
На початку 2023 року, міжнародна команда археологів, антропологів, скульпторів і судмедекспертів представила образ набатейської жінки на ім’я Хінат, яка жила близько 2000 років тому. Це перша реконструкція зовнішності представниці цього загадкового народу. Відтворити зовнішність вдалося за допомогою останків, що збереглися і комп’ютерної томографії. Після цього її обличчя «оживили» на 3D-принтері. Погруддя виставлено для огляду в Центрі прийому гостей археологічної пам’ятки Аль-Ула в Саудівській Аравії.